# نشانه راست به چپ
نشانهٔ راست به چپ (RLM) نویسه‌ای کنترلی در حروف‌چینی کامپیوتری متن‌های دوسویه است که همزمان حاوی خطوط راست به چپ (مثل خط لاتین) و چپ به راست (مثل خط عربی) هستند. از این نویسه برای تغییر گروه‌بندی نویسه‌ها نسبت به جهت متن استفاده می‌شود.

## یونیکد
نشانهٔ راست به چپ در یونیکد U+200F  right-to-left mark (اچ‌تی‌ام‌ال: &#8207; &rlm;) است و در یوتی‌اف-۸ E2 80 8F.

## صفحه‌کلید فارسی
در صفحه‌کلید استاندارد فارسی نشانهٔ راست به چپ را می‌توان با فشردن همزمان دگرساز راست و ۰ یا همان "‪Alt+)‬" وارد کرد.

## مدیاویکی
در نرم‌افزار مدیاویکی، &رلم; و &רלמ; به عنوان هم‌ارز &rlm; تعریف شده‌اند.